# Championnat d'Arabie saoudite de football 1986-1987
Navigation
Saison précédente Saison suivante
La saison 1986-1987 du Championnat d'Arabie saoudite de football est la onzième édition du championnat de première division en Arabie saoudite. La Premier League regroupe les douze meilleurs clubs du pays au sein d'une poule unique, où ils s'affrontent deux fois au cours de la saison, à domicile et à l'extérieur. À la fin de la compétition, les deux derniers du classement sont relégués et remplacés par les deux meilleurs clubs de deuxième division.
C'est le club d'Ettifaq FC qui remporte le championnat en terminant en tête du classement final, avec trois points d'avance sur un duo composé du double tenant du titre, Al-Hilal FC et Al Nasr Riyad. C'est le 2e titre de champion d'Arabie saoudite de l'histoire du club.

## Les clubs participants
| - Al Nasr Riyad - Al-Hilal FC - Al Ahli - Al Ittihad - Al Wehda - Al Ta'ee Ha'il | - Al Qadisiya Al Khubar - Al Shabab Riyad - Al Ansar Médine - Promu de D2 - Al-Raed - Promu de D2 - Ettifaq FC - Al-Nahda |

## Compétition

### Classement
Seul le total des points des équipes est connu. Le barème utilisé pour établir le classement est le suivant :
- Victoire : 2 points
- Match nul : 1 point
- Défaite : 0 point

| Rang | Équipe                | Pts | J  | G | N | P | Bp | Bc | Diff |
| ---- | --------------------- | --- | -- | - | - | - | -- | -- | ---- |
| 1    | Ettifaq FC            | 34  | 22 |   |   |   |    |    |      |
| 2    | Al-Hilal FC T         | 31  | 22 |   |   |   |    |    |      |
| 3    | Al Nasr Riyad         | 31  | 22 |   |   |   |    |    |      |
| 4    | Al Ta'ee Ha'il        | 26  | 22 |   |   |   |    |    |      |
| 5    | Al Shabab Riyad       | 25  | 22 |   |   |   |    |    |      |
| 6    | Al Ahli               | 25  | 22 |   |   |   |    |    |      |
| 7    | Al Ittihad            | 23  | 22 |   |   |   |    |    |      |
| 8    | Al Wehda              | 20  | 22 |   |   |   |    |    |      |
| 9    | Al Qadisiya Al Khubar | 19  | 22 |   |   |   |    |    |      |
| 10   | Al-Nahda              | 14  | 22 |   |   |   |    |    |      |
| 11   | Al Ansar Médine P     | 8   | 22 |   |   |   |    |    |      |
| 12   | Al-Raed P             | 8   | 22 |   |   |   |    |    |      |

|  | Qualification pour la Coupe des clubs champions du golfe Persique 1988 et pour la Coupe des clubs champions arabes de football 1988 |
|  | Relégation en deuxième division |
|  | T : Tenant du titre P : Promu de deuxième division                                                                                  |

## Bilan de la saison
| Championnat d'Arabie saoudite de football 1986-1987 |                       |
| Champion                                            | Ettifaq FC (2e titre) |
| Coupes et trophées                                  |                       |
| Vainqueur de la Coupe d'Arabie saoudite 1986-1987   | Non disputée          |
| Qualifications continentales                        |                       |
| Coupe des clubs champions du golfe Persique 1988    | Ettifaq FC            |
| Coupe des clubs champions arabes de football 1988   | Ettifaq FC            |
| Promotions et relégations                           |                       |
| Promus en Premier League                            | Al Kawkab             |
| Promus en Premier League                            | Ohud Médine           |
| Relégués en First Division                          | Al-Raed               |
| Relégués en First Division                          | Al Ansar Médine       |